# صنعت پوشاک در ایران باستان
نخستین ابزار ریسندگی در نزدیکی بهشهر در غار کمربند پیدا شده‌است که مربوط به ۷۰۰۰ سال پیش از میلاد مسیح است. در منطقۀ سگاوی شهرستان تویسرکان در استان همدان از درون تابوتهای سفالین محتوی اجساد کودکان شواهد باستان‌شناختی دربارهٔ منسوجات مربوط به هزارهٔ پنجم پیش از میلاد بدست آمده‌است. در تپه سیلک، آینه‌ای پیدا شده‌است که رشته‌هایی از کتان روی آن دیده‌می‌شود. همچنین در کهن‌ترین بخش شهر شوش، سوزنی سوراخ‌دار یافت شده‌است. افزون بر آن دو سر نیزه پیدا شده که از نقوش پارچه‌هایی پوشیده شده بودند که متعلق به ۳۵۰۰ تا ۳۰۰۰ پیش از میلاد هستند. شاید جالب باشد که اسکندر مقدونی هنگامی که ایران را فتح کرده بود، لباس ایرانی می‌پوشید.

## کت و شلوار
ایرانیان نخستین کسانی بودند که کت آستین‌دار و شلوار می‌پوشیدند. مردمان دیگر تمدن‌ها چون آشوریان، بابلیان و یونانیان شلوار نمی‌پوشیدند، و حتی یونانیان به ایرانیان به دلیل پوشیدن شلوار کنایه می‌زدند تا جایی که اسکندر علی‌رغم پوشیدن لباس ایرانی، از پوشیدن شلوار امتناع کرد. علاوه بر نقش و نگارهای بدست‌آمده، در آثار تاریخ‌نگاران یونانی چون هرودوت هم این نوآوری ایرانیان بازتاب یافته‌است.
در زمان اشکانیان شلوار و بالاپوش‌های آستین‌دار به تن‌پوش مرسوم در سرتاسر خاور نزدیک تبدیل شد. که نمونه‌هایی از شلوار و پیراهن این دوره را می‌توان در تندیس فلزی سردار اشکانی در موزه ایران باستان دید.
در دورهٔ ساسانیان کت کوتاه جلوبازی استفاده می‌شد که بلندای آن تا زیر سینه می‌رسید و آستین‌های بلندی داشت و با دکمهٔ دایره‌ای‌شکل در جلوی سینه بسته می‌شد. گرداگرد پایین و یقه هم به نوارهای زیبایی مزین بوده‌است. این نوع کت، در نقوش تاق بستان و بشقاب‌های نقره‌ای این دوره ثبت شده‌است.  بنا به روایتی کت و شلوار به شکل امروزی در ایران از دورهٔ صفویه رواج یافت و به خصوص پس از انقلاب مشروطه با گسترش سفرها به اروپا، کت و شلوار در میان مردان ایرانی مورد استقبال واقع شد.

### پیرامون واژه‌ی شلوار
۱. واژه‌ی شلوار در اصل شَروار و شَروال بوده‌است که عرب‌ها آن را سروال گفته و جمع آن را سراویل گویند. در آذری، لری و کردی نیز شروال گفته می‌شود. در زبان مجاری آن را شلواری (Schalwary) و در لاتین آن را سارابارا (Sarabara) گویند. در انگلیسی واژه pajama از دو واژهٔ فارسی «پا» و «جامه» ساخته شده‌است. در پارسی پهلوی، بدان سلوار گفته می‌شده‌است.
۲. واژه شلوار از ترکیب کلمه «شَل» + پسوند شباهت «وار» به معنی شبیه لنگ و آویزان ساخته شده است.

## پوشش زنان
الگو
بر نقوش سنگی که در ارگیلی ترکیه یافت شده‌است، زنی ایرانی با چادر سوار بر اسب نشان داده‌ شده‌ است (ترکیه در آن دوران بخشی از ایران بوده‌است). حتی از زیر برف‌های منطقهٔ پازیریک روسیه (که در آن دوران بخشی از ایران بوده‌است)، سرپوش‌های پارچه‌ای زنان هخامنشی پیدا شده‌است. در یکی از مهرهای سنگی هخامنشی که امروزه در موزهٔ لوور نگهداری می‌شود، یک شاهزاده هخامنشی به همراه همنشینان زنش (ندیمه‌هایش) دیده می‌شود، که شاهزاده چادر و همنشینان سرپوش دارند.